# Adora Cruises
Adora Cruises Limited, anteriormente CSSC Carnival Cruise Shipping, es una línea de cruceros chino-británica-estadounidense del grupo Carnival Corporation & plc que estaba programada para comenzar a operar en 2020, pero se retrasó debido a la pandemia de COVID-19.

## Flota
CSSC Carnival planeó operaciones con dos cruceros comprados a Costa Cruceros: el Costa Atlantica en 2020 y el Costa Mediterranea en 2021.
Finalmente el Costa Atlantica fue vendido a la actual Margaritaville at Sea, quedando sólo el Costa Mediterranea, que fue en un primer momento renombrado Mediterranea en 2023. Comenzó a prestar servicio en septiembre de ese año para la ya renombrada naviera Adora Cruises. El barco fue rebautizado definitivamente como Adora Mediterranea en julio de 2024.
Actualmente navega junto al Adora Magic City, buque de primera mano construido a partir del diseño de la clase Vista y entregado en 2023.
Los primeros renderizados y maquetas del proyecto contemplaban buques, de clase Vista, y con una librea que combinaba la chimenea de Costa Cruceros con los colores de AIDA Cruises en el casco. Finalmente, tras revisiones y refinamiento del proyecto, se procedió a la construcción del primero de los navíos, con nueva librea.
Si se ejercen las cuatro opciones que se contemplan en el proyecto, se entregará un nuevo buque anualmente hasta el año 2028. El segundo crucero, que presenta ciertas diferencias con el Magic City, ya ha sido anunciado como Adora Flora City.
| Buque              | Bandera        | Año construcción | Entrada en servicio para Adora | Tonelaje   | Puerto base | Notas | Imagen |
| ------------------ | -------------- | ---------------- | ------------------------------ | ---------- | ----------- | --- | ------ |
| Adora Mediterranea | Bahamas        | 2003             | 2021                           | 85.619 Tn  | Asia        | Navega para Adora desde septiembre de 2023. Es el único barco de clase Spirit de la naviera |        |
| Adora Magic City   | Panamá         | 2023             | 2023                           | 133.500 Tn | Asia        | Diseño fuertemente inspirado en la clase Vista del grupo Carnival. La construcción comenzó el 18 de octubre de 2019.La quilla se puso el 10 de noviembre de 2020, y fue botado el 17 de diciembre del año siguiente. |        |
| Adora Flora City   | Por determinar | 2025             | 2025 (planeado)                | 133.000 Tn | Asia        | Gemelo del Adora Magic City, pero con ciertas diferencias en la superestructura de proa. La construcción comenzó el 8 de agosto de 2022.                                                                             |        |